# Dormentes
Dormentes este un oraș în Pernambuco (PE), Brazilia.